# دهکویه
دهکویه شهری از توابع بخش مرکزی شهرستان لارستان در استان فارس ایران است. کفه دریایی دهکویه در نزدیکی این شهر قرار دارد.

## جمعیت
این شهر براساس سرشماری مرکز آمار ایران در سال ۹۵، جمعیت آن ۴،۵۲۳نفر(۱۳۰۷خانوار) بوده است.

### مردم
گویش : مردم این شهر به گویش دهکویی که شاخه ای از زبان اچمی لاری است و شباهت زیادی به گویش بستکی دارد سخن می گویند و مردم از قوم اچمی می باشند

## مسیرهای دسترسی
الف: مسیر شیراز - لار - دهکویه.
این مسیر بیش از ۴۰۵ کیلومتر است و از این مسیر امکان حمل و نقل همه گونه وسایل سنگین به مرکز شهر موجود است.
ب: مسیر شیراز - جهرم - دهکویه.
این مسیر نزدیکترین راه دسترسی دهکویه‌است. فاصله شیراز تا دهکویه ۳۲۰ کیلومتر بوده که هم اکنون کل مسیر آسفالت است.
ج: سایر مسیرها.
مسیرهای فرعی دیگر از قبیل (لار - اوز - دنگز دهکویه) و مسیر شیراز - جهرم - جویم - دنگز - دهکویه - مسیر بندرعباس - لار - دهکویه و مسیر داراب - دهکویه نیز وجود دارد که ارتباط منطقه را با شهرهای دیگر برقرار می‌سازد.

## وجه تسمیه
در گذشته قبیله ای از سمت بستک و لار به این منطقه مهاجرت کرده و دو گروه میشوند و یکی از این گروه ها برای زندگی در دل کوه میروند که به انجا کورده میگویند و دیگری در همان نزدیکی در میان کوه ها ساکن میشوند که به همین خاطر دهکو یا دهکویه امروزی میگویند 
عده‌ای دیگر نام قدیم دهکویه را «دَه کوه» می‌دانند به دلیل این که کوه‌های بسیاری اطراف آن قرار گرفته‌است. در موارد بسیاری جهان گردان خارجی که از این منطقه عبور کرده‌اند نام دهکویه را «دِهکوه» ثبت کرده‌اند؛ که شاید بتواند دلیلی بر اثبات این مدعا باشد.

## آب و هوا
آب و هوای دهکویه مانند دیگر مناطق لارستان گرم و خشک است در تابستان‌ها دمای هوا تا ۴۸ درجه سانتیگراد نیز می‌رسد و در زمستان‌ها به ندرت دمای هوا به صفر یا زیر صفر می‌رسد و فقط چند روزی آب‌ها یخ می‌زنند. میزان بارندگی سالانه به‌طور متوسط ۲۰۰ میلی‌متر می‌باشد که بیشر آن در بین ماه‌های آبان تا اسفند می‌بارد و در فصل تابستان باران‌های موسمی می‌بارد که مردم به آن «چل پسینی» می‌گویند چون اکثر روزها هوا ابری است و به صورت پراکنده باران می‌بارد.